# Neomochtherus nudus
Neomochtherus nudus är en tvåvingeart som först beskrevs av Mario Bezzi 1906.  Neomochtherus nudus ingår i släktet Neomochtherus och familjen rovflugor.
Artens utbredningsområde är Eritrea. Inga underarter finns listade i Catalogue of Life.